# Шереметів
Шереме́тів — село в Україні, у Курненській сільській територіальній громаді Житомирського району Житомирської області. Населення становить 75 осіб (2001).

## Історія
Колишня назва Шеремети. У 1906 році хутір Пулинської волості Житомирського повіту Волинської губернії. Відстань від повітового міста 45 верст, від волості 18. Дворів 29, мешканців 462.
У 1923—60 роках — адміністративний центр колишньої Шереметівської сільської ради Довбишського та Червоноармійського районів.
У жовтні 1935 року із села Шереметів до Харківської області, на основі компроментуючих матеріалів НКВС, ешелоном було виселено 9 родин (61 особа), з них 8 — польських і одна українська. Серед виселених 15 осіб чоловічої статі, 17 жіночої, 29 дітей. Натомість на місце вибулих радянською владою переселялися колгоспники-ударники з Київської і Чернігівської областей.
Восени 1936 року із села до Карагандинської області Казахстану переселення зазнали 82 родини (403 особи), з них 70 — польських і 12 — німецьких. Серед виселених 226 дорослих і 177 дітей.

## Населення

### Мова
Розподіл населення за рідною мовою за даними перепису 2001 року:
| Мова       | Кількість | Відсоток |
| ---------- | --------- | -------- |
| українська | 75        | 100%     |